# واره عالم‌شاه
واره عالم‌شاه (به انگلیسی: Wara Alam Shah) یک شهرک در پاکستان است که در ناحیه مندی بهاءالدین واقع شده‌است.